# Trichotithonus albidus
Trichotithonus albidus är en skalbaggsart som beskrevs av Monné 1990. Trichotithonus albidus ingår i släktet Trichotithonus och familjen långhorningar. Inga underarter finns listade i Catalogue of Life.